# بوب غروس
بوب غروس (بالإنجليزية: Bob Gross)‏ مواليد 3 أغسطس 1953 في كاليفورنيا، هو لاعب كرة سلة أمريكي سابق. بدأ مسيرته الاحترافية في سنة 1975. تم اختياره من قبل فريق بورتلاند ترايل بلايزرز خلال الدرافت. حمل الرقم 30. يبلغ طوله 6 قدم 6 بوصة (2.0 م). اعتزل اللعب في 1983. فاز بلقب دوري إن بي إيه.

## روابط خارجية
- بوب غروس على موقع إن بي أي (الإنجليزية)
- بوب غروس على موقع سبورتس رفرنس (الإنجليزية)
- بوب غروس على موقع كلية كرة السلة في سبورتس رفرنس.كوم (الإنجليزية)
- بوب غروس على موقع ريلجم (الإنجليزية)
- بوب غروس على موقع بروبوليرز (الإنجليزية)